# Luiz Ejlli
Luiz Ejlli, est un chanteur albanais né le 12 juillet 1985, à Shkodër. Il a représenté l'Albanie au Concours Eurovision de la chanson 2006.